# Apple W1

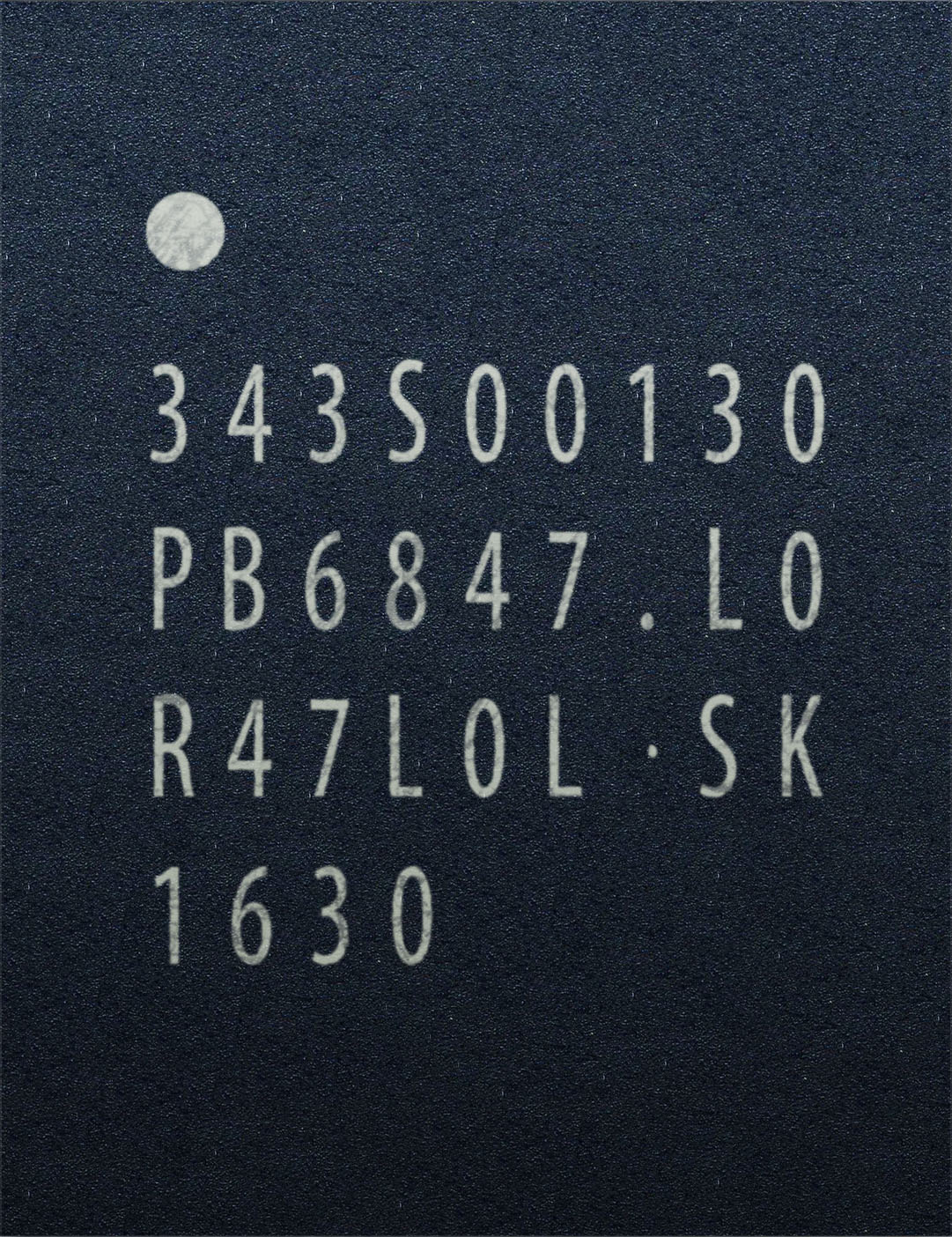
Aufdruck auf einem Apple W1

Der Apple W1 oder Apple 343S00130 ist ein SiP-Chip der Firma Apple. Es ist ein SiP-Chip, der für kabellose Audio-Kopfhörer entwickelt wurde. Der Apple-W1-Chip unterstützt Bluetooth 4.2.

## Geräte
Der Apple-W1-Chip ist in folgenden Geräten von Apple und Beats enthalten:
- AirPods
- Beats Solo3 Wireless
- Beats PowerBeats3 Wireless
- BeatsX
- Beats Studio3 Wireless
- Beats Flex